# Ladenbergia
Ladenbergia är ett släkte av måreväxter. Ladenbergia ingår i familjen måreväxter.

## Dottertaxa tillLadenbergia, i alfabetisk ordning[1]
- Ladenbergia acutifolia
- Ladenbergia amazonensis
- Ladenbergia brenesii
- Ladenbergia bullata
- Ladenbergia buntingii
- Ladenbergia carua
- Ladenbergia chapadensis
- Ladenbergia cujabensis
- Ladenbergia discolor
- Ladenbergia dwyeri
- Ladenbergia epiphytica
- Ladenbergia ferruginea
- Ladenbergia graciliflora
- Ladenbergia heterophylla
- Ladenbergia hexandra
- Ladenbergia klugii
- Ladenbergia lambertiana
- Ladenbergia laurifolia
- Ladenbergia lehmanniana
- Ladenbergia macrocarpa
- Ladenbergia magdalenae
- Ladenbergia moritziana
- Ladenbergia muzonensis
- Ladenbergia nubigena
- Ladenbergia oblongifolia
- Ladenbergia obovata
- Ladenbergia paraensis
- Ladenbergia pauciflora
- Ladenbergia pavonii
- Ladenbergia pittieri
- Ladenbergia riveroana
- Ladenbergia rubiginosa
- Ladenbergia stenocarpa
- Ladenbergia undata